# Brzękowice Górne
Brzękowice Górne – wieś w Polsce położona w województwie śląskim, w powiecie będzińskim, w gminie Psary, w sołectwie Goląsza.
Obiekty znajdujące się na terenie wsi to między innymi: świetlica wiejska i Sala Królestwa miejscowego zboru Świadków Jehowy

## Historia
Miejscowość Brzynkowice (nazwa do XVIII wieku) została po raz pierwszy wzmiankowana w 1357 jako Brzmcowicze, kiedy to książę cieszyński obdarzył dziesięć wsi biskupa krakowskiego w okolicy Siewierza przywilejami.
Nazwa miejscowości wywodzi się od domniemanej nazwy osobowej Brzynek, a ta od prasłowiańskiego określenia na jałowiec. Pod koniec XVIII wieku nazwa zaczęła się zmieniać od formy Brzynkowice do Brzękowice. Dawne Brzękowice to dzisiejsze dwie wsie Brzękowice Górne i Brzękowice-Wał. Brzękowice Dolne określone zostały w 1967 jako kolonia..
Wieś biskupstwa krakowskiego w księstwie siewierskim w końcu XVI wieku.
Na mapie rosyjskiej z 1872 zabudowa Brzękowic ciągnęła się na północny wschód od Góry Siewierskiej, tam gdzie dziś znajdują się Brzękowice Górne i Goląsza Górna. Brzękowice Dolne rozwinęły się na południowy wschód od Góry Siewierskiej, na drodze do Gołąszy, dziś Gołąszy Dolnej.
W latach 1975–1998 miejscowość administracyjnie należała do województwa katowickiego.
Najstarsza zabudowa Brzękowic, czyli Brzękowice Górne stanowią dziś część sołectwa Gołąsza. Natomiast od młodsza część Brzękowice-Wał i Brzękowice Dolne tworzą sołectwo Brzękowice. Do podziału tych dwóch wsi doszło 31 grudnia 2016.